# Saint-Georges-de-Rouelley
Saint-Georges-de-Rouelley település Franciaországban, Manche megyében. Lakosainak száma 529 fő (2022. január 1.). Saint-Georges-de-Rouelley Barenton, Ger, Saint-Cyr-du-Bailleul, Lonlay-l’Abbaye, Saint-Roch-sur-Égrenne és Domfront en Poiraie községekkel határos.

## Népesség
A település népessége az elmúlt években az alábbi módon változott:
| Lakosok száma | 765  | 672  | 600  | 526  | 555  | 562  | 551  | 545  | 544  | 529  |
|               | 1968 | 1982 | 1990 | 2006 | 2013 | 2015 | 2017 | 2019 | 2020 | 2022 |